# Orgel der Evangelisch-reformierten Kirche (Weener)

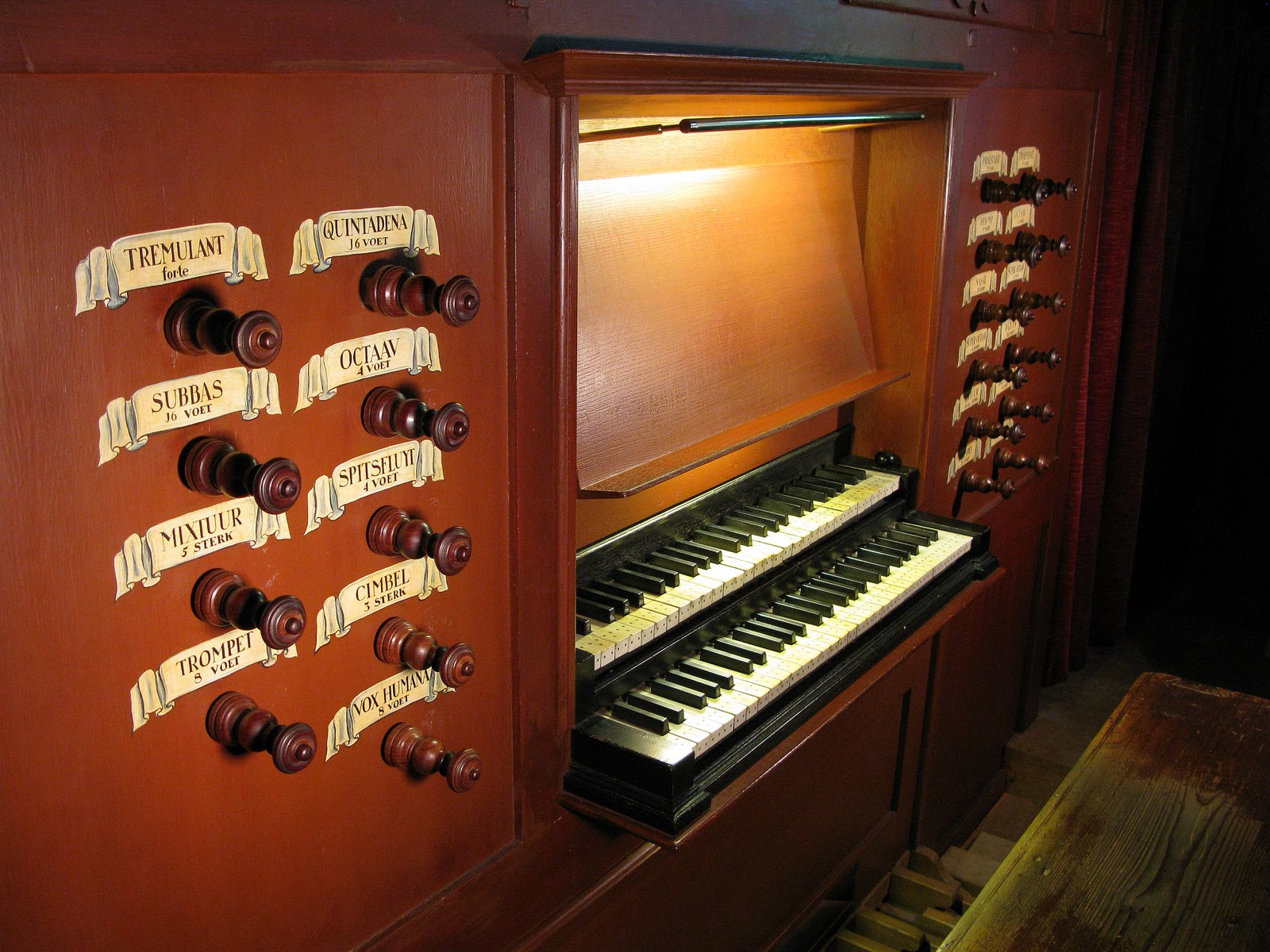
Schnitger-Orgel in Weener (Spieltisch)

Die Orgel der Evangelisch-reformierten Kirche (Georgskirche) in Weener ist ein Spätwerk Arp Schnitgers (1710), an dem bereits seine Söhne mitwirkten. Johann Friedrich Wenthin ergänzte 1782 die geschwungenen Pedaltürme. Die mehrfach umgebaute Orgel verfügt heute über 29 Register auf zwei Manualen und Pedal.

## Baugeschichte

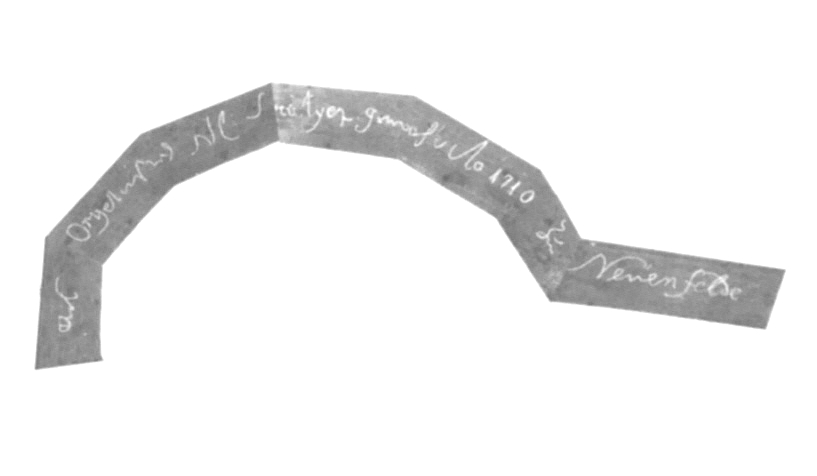
Kreideinschrift von Arp Schnitger dem Jüngeren: Diese Orgel ist durch Arp (?) Schnitger gebaut Ao 1710 Zu Neuenfelde

### Neubau durch Schnitger 1710
Nicht gesichert ist, ob die Georgskirche über ein Vorgängerinstrument verfügte. Ein kleiner rundbogiger Durchbruch in etwa drei Meter Höhe an der nördlichen Chorwand und eine Nische unmittelbar unter dem Gewölbeansatz wurden von Harald Vogel auf die Existenz einer gotischen Schwalbennestorgel im Chor gedeutet. Erst im Jahr 1666 ist von einem Testament des Kaufmanns Geerd Rösingh und seiner Frau Trientje Harmens die Rede, die der Gemeinde 500 Gulden für eine neue Orgel vermachten.
Die reformierte Gemeinde beschloss am 15. Februar 1709 einen Orgelneubau, „dat het byzonder tot Siraet van onze Wehniger Kerke zoude konnen streeken, als mede tot verlichtung van het Kerkengezang en alzo tot bevorderinge van de openbaeren Godesdienst“ (dass sie besonders zur Zierde unserer Weeneraner Kirche gereichen könne als auch zur Unterstützung des Gemeindegesangs und damit zur Förderung des öffentlichen Gottesdienstes). 1709/1710 wurde die Orgel mit Hauptwerk, Rückpositiv und angehängtem Pedal gebaut. Eine Kreideinschrift im Mittelturm gibt Aufschluss darüber, dass das Gehäuse wahrscheinlich von Schnitgers Sohn Arp in Neuenfelde gebaut wurde (siehe nebenstehendes Bild). Arp Schnitger d. J. heiratete am 29. Oktober 1710 in Weener Gloda Maria Margarete de Courgelon. Arp Schnitgers Geselle Niclaes Stoever heiratete am 6. November 1710 ihre Schwester Marta Barbara de Courgelon, Tochter des angesehenen und begüterten Stallmeisters Simon de Courgelon. Im Hauptgehäuse wurde ein Brustwerk zum späteren Ausbau vorbereitet. Das Pfeifenwerk stammt entsprechend der Inschrift aus Schnitgers Werkstatt in Hamburg-Neuenfelde. Arp Schnitger d. J. und Stoever stellten die Orgel auf den gotischen Lettner. Die Gesamtkosten beliefen sich auf 3459,75 Gulden.
Von 1716 bis 1726 führte Stoever mehrere Reparaturen durch. Im Jahr 1745 reparierte Johann Friedrich Constabel die Orgel, 1753 Johann Caspar Struve und 1763/1764 Dirk Lohman. Wenthin dokumentierte im Jahr 1779 die Disposition, die im Rückpositiv mit Uithuizen übereinstimmt und im Hauptwerk die gleiche Zungendisposition aufweist:
| I Rückpositiv |                 |       |
|               | Principal       | 04′   |
|               | Gedact          | 08′   |
|               | Quintadena      | 08′   |
|               | Flöta           | 04′   |
|               | Octava          | 02′   |
|               | Wald flöt       | 02′   |
|               | Quinta          | 1 ⁄2′ |
|               | Sesquialtra II0 |       |
|               | Scharf IV       |       |
|               | Dulcian         | 08′   |
|               | Tremulant       |       |

| II Hauptwerk |                  |                 |
|              | Principal        | 08′             |
|              | Quintadena       | 16′             |
|              | Gedact           | 08′             |
|              | Viol de Gamba    | 08′             |
|              | Octava           | 04′             |
|              | Nassat           | 03′             |
|              | Octava           | 02′             |
|              | Spitz flöt       | 02′ [urspr. 4′] |
|              | Rausch Pfeif II0 |                 |
|              | Mixtur IV–VI     |                 |
|              | Trompet          | 08′             |
|              | Voxhomana        | 08′             |

### Erweiterung durch Wenthin 1782

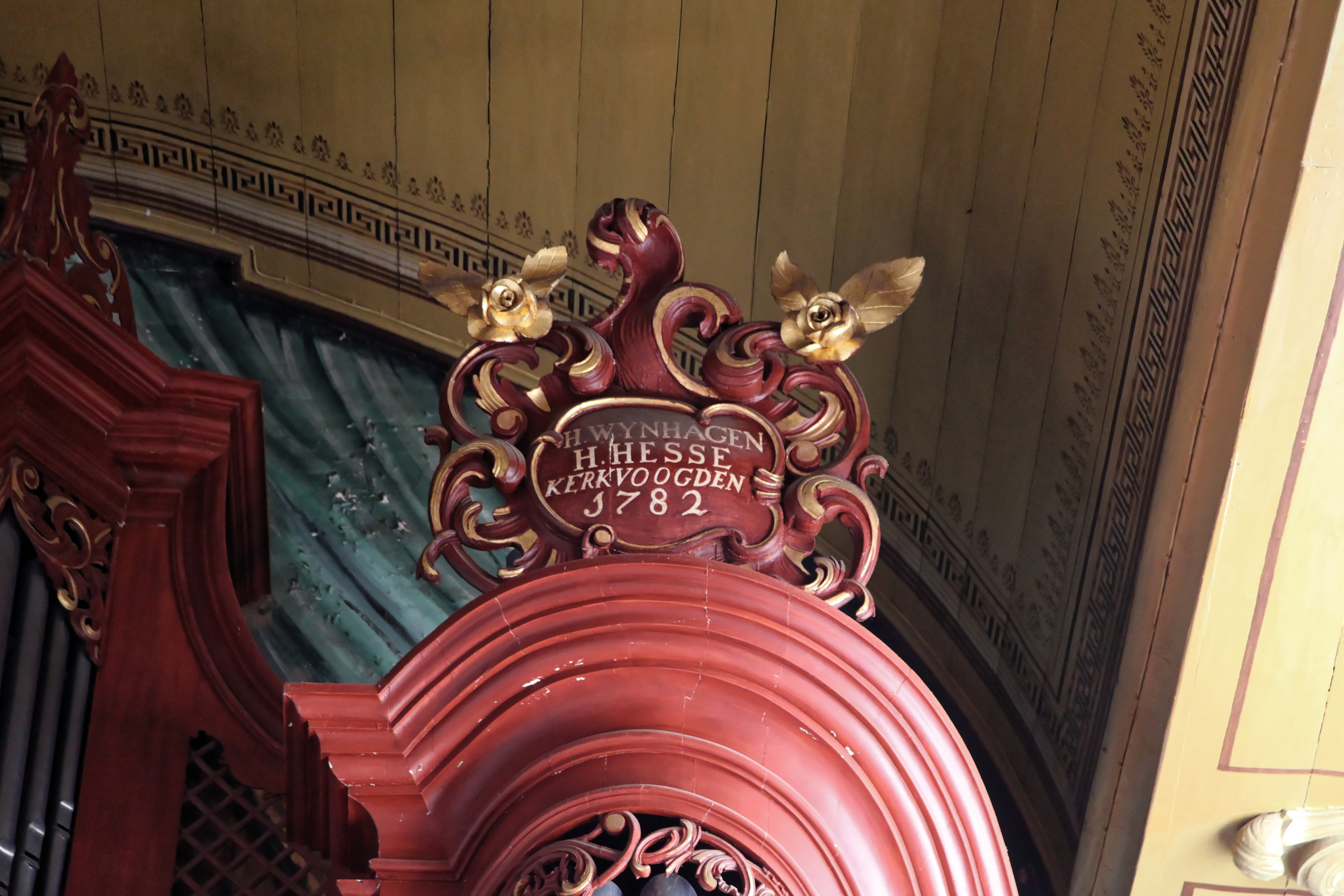
Bekrönung der Pedaltürme mit dem Baujahr 1782

In den Jahren 1779 bis 1782 versetzte Johann Friedrich Wenthin nach Abbruch des gotischen Lettners die Orgel auf eine neue hölzerne Empore vor dem Chorraum, reparierte sie und ergänzte freie Pedaltürme und ein Brustwerk, sodass sie nun über 37 Register und drei Manuale verfügte. Die geschwungenen Pedaltürme wurden mit dem Hauptwerkgehäuse durch Flachfelder mit Blindpfeifen verbunden (seit 1951 durch ein Gitterwerk ersetzt). 1786 führte Wenthin Reparaturen an den Bälgen durch. Durch den Erweiterungsumbau war das Instrument in Weener zur drittgrößten Orgel in Ostfriesland geworden.
Die Orgel scheint das letzte Beispiel frei stehender Pedaltürme in Ostfriesland zu sein. Ungewöhnlich ist das äußere Erscheinungsbild durch die strenge schnitgersche Formgebung in den beiden Manualwerken einerseits und die geschwungenen Pedaltürme sowie die zeitgleich entstandene Emporenbrüstung im Rokokostil andererseits. Der Prospekt von Hauptwerk und Rückpositiv ist fünfachsig mit einem überhöhten polygonalen Mittelturm und seitlichen Spitztürmen. Zweigeschossige Flachfelder, die durch Kämpferleisten getrennt sind, vermitteln zwischen den Türmen. Seitentürme und Flachfelder der beiden Manualwerkgehäuse stehen unter einem gemeinsamen Kranzgesims. Alle Pfeifenfelder werden oben und unten mit durchbrochenem Schleierwerk abgeschlossen. Durch Wenthins Umbauten konnten Schnitgers geschnitzte Blindflügel nicht mehr verwendet werden. Ein Blindflügel und ein Hängeschnitzwerk des Rückpositivs sind im Organeum Weener erhalten. Die Schleierbretter und die bekrönenden Aufbauten der Manualgehäuse ähneln denen der Orgel in Sneek. Im Rückpositivgehäuse befinden sich die Registerzüge für das Rückpositiv.

### Spätere Arbeiten
In den Jahren 1826 bis 1828 und 1838 führten Herman Eberhard Freytag und 1857 Johann Gottfried Rohlfs verschiedene Reparaturen und kleinere Arbeiten durch. 1864 wurde durch den Seminar-Inspektor Wilhelm Gerdes ein vernichtendes Gutachten über die Orgel erstellt. Sie sei voller „Schreier und Quicker“, das Brustwerk wertlos und ein Neubau unausweichlich.
Durch die Gebr. Rohlfing (Osnabrück) erfolgten 1872 bis 1877 ein größerer Umbau und eine Reduzierung auf zwei Manualwerke, wobei das Pfeifenwerk des Rückpositivs als Hinterwerk platziert und das Brustwerk entfernt wurde. Alle Windladen wurden durch neue oder gebrauchte ersetzt und enthielten einen vergrößerten Umfang (in den Manualen C–f3, im Pedal C–d1). Die Pedalladen stammen entsprechend einer Inschrift aus der Osnabrücker Orgel von Jacob Courtain (1788). Die Orgel hatte insgesamt nur noch 23 Register.
Rohlfing tauschte 1906/1907 acht weitere alte Register gegen neue aus.
1917 mussten 146 Prospektpfeifen für Kriegszwecke abgegeben werden, da Schnitger-Orgeln zu der Zeit nicht unter Denkmalschutz standen.

### Restaurierungen
In den Jahren 1927 und 1928 wurde die Orgel unter dem Einfluss der Orgelbewegung wieder instand gesetzt.
Alfred Führer (Wilhelmshaven) machte auf Betreiben des Orgelsachverständigen und Kantors Rolf Hallensleben 1951/1952 im Rahmen einer umfassenden Restaurierung das Rückpositiv wieder klingend und stellte die Disposition des 18. Jahrhunderts unter Verwendung des Pfeifenmaterials aus dem 19. und 20. Jahrhundert wieder her. Führer verband das Gehäuse von Hauptwerk und Pedalwerk mit einem Gitterwerk, das auch bei den Brustwerktüren angebracht wurde.
Die Gehäuse aus dem 18. Jahrhundert sind noch im originalen Zustand. Im Jahr 1972 wurde die prächtige rote Mahagoni-Imitation von 1782 wiederhergestellt. Von 1972 bis 1978 führte die Firma Vierdag (Enschede/NL) verschiedene Restaurierungsarbeiten durch und fertigte neue Windladen, einen Magazinbalg und eine neue Spiel- und Registermechanik an, ohne sich immer konsequent an historischen Bauweisen zu orientieren. Die Pfeifenmacherei Steffani (Herten) rekonstruierte die verlorenen Register nach den Mensuren der Schnitger-Orgel in Uithuizen. Im Pedal wurden einige Register des Orgelbauers Carl Haupt (Ostercappeln) aus der Orgel in Gildehaus Bad Bentheim (1864–1866) verwendet.
Jürgen Ahrend (Leer-Loga) vollendete 1978–1983 die Restaurierung.  Er rekonstruierte die Manualzungen (Trompet nach Stade/St. Cosmae, Dulciaan und Vox Humana nach Uithuizen), einige Labialregister, die Hauptwerkstraktur, die Pedalklaviatur, einen Tremulanten und brachte die Intonation zum Abschluss. Die Courtain-Windladen im Pedal wurden beibehalten.
Aufgrund der Umbauten im 19. Jahrhundert und der Anpassungen an den Zeitgeschmack ging ein Großteil des Pfeifenmaterials des 18. Jahrhunderts verloren. Die sehr guten Manualklaviaturen von Rohlfing von 1877 mit dem großen Umfang (C–f3) wurden bei der Restaurierung beibehalten. Die sechs originalen Schnitgerregister befinden sich in einem sehr guten Zustand und weisen kaum Kernstiche auf. Zudem befindet sich in den hochliegenden Registern des Rückpositivs noch ein kleiner Bestand von Schnitgerpfeifen, der für die Rekonstruktion der Mensuration wichtig war. Im Pedal sind noch von den drei Zungenregistern die Kehlen, Köpfe und Zungen aus dem 19. Jahrhundert erhalten; die Becher sind neu.
Bei den Restaurierungen ging es nicht um die Rekonstruktion des Zustands aus dem 18. Jahrhundert, sondern um eine Wiederherstellung der alten Klangverhältnisse unter Verwendung des historischen Materials. Erst durch Jürgen Ahrend gelang die technische und klangliche Fertigstellung im Rahmen eines überzeugenden Gesamtkonzepts, das sich am Ideal des Schnitgerklangs orientierte und eine meisterschaftliche Intonationskunst unter Beweis stellte. Die Registerbeschriftungen wurden in der Schreibweise und Orthografie nach dem originalen Modell in Uithuizen ausgeführt.
Nachdem einige Pfeifen Korrosionsschäden und eingesunkene Pfeifenfüße aufwiesen, führte Hendrik Ahrend 2021–2022 eine Sanierung durch. In diesem Zuge wurden die Prospektpfeifen in der Schnitgerschen Bauweise rekonstruiert, etliche Innenpfeifen überarbeitet, die Traktur justiert und die gesamte Orgel neu intoniert.

## Disposition seit 1983
| I Rugpositief CDE–f3 |       |    |
| Praestant            | 04′0  | HA |
| Holpyp               | 08′   | S  |
| Quintadena           | 08′   | V  |
| Holpyp               | 04′   | V  |
| Octaav               | 02′   | S  |
| Woudfluyt            | 02′   | V  |
| Quint                | 1 ⁄2′ | V  |
| Sesquialter II0      |       | V  |
| Scherp IV            |       | V  |
| Dulciaan             | 08′   | A  |

| II Manuaal C–f3 |       |    |
| Praestant       | 08′   | HA |
| Quintadena      | 16′0  | S  |
| Holpyp          | 08′   | V  |
| Octaav          | 04′   | S  |
| Spitsfluyt      | 04′   | S  |
| Nasat           | 2 ⁄3′ | V  |
| Super Octaav0   | 02′   | S  |
| Mixtuur IV–VI   |       | V  |
| Cimbel III      |       | A  |
| Trompet         | 08′   | A  |
| Vox humana      | 08′   | A  |

| Pedaal C–d1   |      |            |
| Praestant     | 08′  | HA         |
| Subbass       | 16′0 | W (oder H) |
| Octaav        | 04′  | V          |
| Super Octaav0 | 02′  | A          |
| Mixtuur IV    |      | V          |
| Bazuyn        | 16′  | H/A        |
| Trompet       | 08′  | H/A        |
| Trompet       | 04′  | H/A        |

- Koppeln: Schiebekoppel I/II
- Tremulant (aufliegend) (Ahrend)

Anmerkungen
1. 1 2 3  Holpyp = Gedackt.

S = Schnitger (1709–1710)
W = Wenthin (1779–1782)
H = Haupt (19. Jahrhundert)
V = Vierdag (1972–1977)
A = Ahrend (1978–1983)
HA = Hendrik Ahrend (2021)

## Technische Daten
- 29 Register, 42 Pfeifenreihen
- Windversorgung:

  - Winddruck: 72 mmWS
- Windladen: Manuale (Vierdag), Pedal (Courtain)
- Traktur:
  - Klaviaturen: Manuale (Rohlfing), Pedal (Ahrend)
  - Tontraktur: Mechanisch
  - Registertraktur: Mechanisch
- Stimmung:
  - Wohltemperierte Stimmung (Werckmeister III)
  - Tonhöhe ca. ein Halbton über a1 = 440 Hz

## Aufnahmen/Tonträger
- Dietrich Buxtehude: Orgelwerke. Vol. 2. 1988. MD+G, L 3269 (Harald Vogel in St. Cosmae, Stade u. Weener: BuxWV 136, 137, 139, 150, 164, 169, 172, 177, 180, 184, 187, 201, 207, 214, 215).
- Johann Sebastian Bach: Goldberg variations. 1988. VLS Records, VLC 0598 (Abram Bezuijen).
- Vom Himmel hoch. Weihnachtliche Kantaten und Motetten Norddeutscher Meister. 1989. Ars Musici, AME30062 (Fiori musicali, Knabenchor Hannover; Harald Vogel in Weener und St. Ludgeri, Norden: Werke von Anonymus, G. Böhm).
- Orgelland Ostfriesland. 1989. Deutsche Harmonia Mundi, HM 939-2 (Harald Vogel in Norden, Uttum, Rysum, Westerhusen, Marienhafe, Weener: Werke von D. Buxtehude, C. Goudimel, Anonymus, J.P. Sweelinck, S. Scheidt, C. Paumann, A. Schlick, A. Ileborgh, P. Hofhaimer, H. Isaac, H.L. Hassler, G. Böhm, J.S. Bach).
- Diderik Buxtehude: Organ Works (5). 1989. Harmonic records, H/CD 8934 (Jean-Charles Ablitzer).
- Arp Schnitger in Niedersachsen. 2002. MD+G, 1124-2 (11 Organisten in Cappel, St. Cosmae Stade, Lüdingworth, Steinkirchen, Hollern, Mittelnkirchen, Norden, Grasberg, Dedesdorf, Ganderkesee, Weener).
- Vincent Lübeck: Organ Works. 2009. Aeolus, AE-10571 (Léon Berben in Norden und Weener)
- Orgellandschaften. Folge 6: Eine musikalische Reise zu acht Orgeln der Region Ostfriesland (Teil 2). 2 CDs, 2016, NOMINE e. V. (W. Dahlke in Buttforde, Weener, Esens, Groothusen, Midlum, Böhmerwold, Manslagt, und Backemoor mit Werken von J.S. Bach, D. Buxtehude, G. Böhm, J.L. Krebs, J.A. Holzmann, C.P.E. Bach, F. Mendelssohn u. a.).
- Nicolaus Bruhns: Das gesamte Orgelwerk. 2015. ORGANEUM in der Edition Falkenberg, OC-41101 (Harald Vogel in Weener, Norden und Stanford).
- Europäische Begegnung: Michel Chapuis und Harald Vogel. 2016. ORGANEUM in der Edition Falkenberg, OC 41152 (Boyvin in Stapelmoor und Böhm in Weener).
- Harald Vogel spielt 12 Orgeln in Ostfriesland. 2017. ORGANEUM in der Edition Falkenberg, OC 41183 (Paumann, Sweelinck, Scheidemann, Böhm, C.Ph.E. Bach).